# Il piacere dell'onestà
(Luigi Pirandello, Il piacere dell'onestà)
Il piacere dell'onestà è una commedia in tre atti di Luigi Pirandello ispirata dalla sua novella Tirocinio (1905). È stata composta nell'aprile-maggio 1917 ed è stata rappresentata la prima volta nello stesso anno al Teatro Carignano di Torino con protagonisti Ruggero Ruggeri e Vera Vergani.

## Trama
Angelo Baldovino, uomo di poco conto, dalla moralità accomodante, un fallito, accetta per denaro di sposare Agata, l'amante incinta del marchese Fabio Colli, che non la può sposare perché già ammogliato. Naturalmente si tratterà di un matrimonio di facciata: ognuno continuerà tranquillamente a farsi i fatti propri.
Ma le cose non vanno come previsto. Angelo, che per la prima volta si sente investito da una grave responsabilità, prende tutto molto sul serio. Aiuterà la ragazza lasciata sola, darà il suo nome al nascituro e sarà utile anche allo stesso marchese Fabio, vittima di una moglie che lo tradisce. Angelo si sente investito di una missione che lo riabiliterà di fronte agli altri e ai suoi stessi occhi:
Egli si batterà rigorosamente per l'onestà per riscattare la sua vita finalmente con un ideale da seguire che, dice, gli procura «il piacere dei Santi negli affreschi delle chiese». Ma così manderà all'aria i progetti di Fabio, che ormai non troverà più accoglienza da parte di Agata, che ora pensa soltanto a essere una buona madre per il figlio ormai nato.
Il marchese disperato vuole sbarazzarsi del "traditore" e organizza una società nella quale fa entrare Angelo, sperando che questi si comporti disonestamente, venga cacciato e perda la sua fama di uomo onesto. Angelo, invece, non solo dà prova di rettitudine, ma smaschera di fronte ad Agata la trappola che il marchese gli ha teso e, nonostante tutto, per il bene del bambino si dice disposto a farsi accusare di furto, purché a rubare realmente sia Fabio.
Sarà la stessa Agata a pregare Angelo di restare accanto a lei, ormai conquistata dalla sua onestà.

## Commento
Come già in Pensaci Giacomino e in Ma non è una cosa seria, Pirandello usa l'espediente del falso matrimonio su cui si confrontano personaggi, costretti a togliersi la maschera dietro la quale hanno ingannato sé stessi e gli altri. Si rivela così il vero volto della varia umanità dei protagonisti. Chi finora era apparso al sommario giudizio degli altri un disonesto cui affidare un'azione infame si rivela invece una persona rispettabile e chi agli occhi dei buoni borghesi godeva di alta considerazione, un marchese di alto lignaggio, si manifesta per quello che è: un uomo infido e mediocre nelle azioni e nei sentimenti.
La sottesa critica alla borghesia benpensante valse alla commedia il giudizio positivo di Antonio Gramsci che, avendo assistito alla "prima", scriveva:
 «C'è nelle sue commedie uno sforzo di pensiero astratto che tende a concretarsi sempre in rappresentazione, e quando riesce, dà frutti insoliti nel teatro italiano di una plasticità e d'una evidenza fantastica mirabile. Così avviene nei tre atti del "Piacere dell'onestà"»

## Edizioni
- Luigi Pirandello, Maschere nude, a cura di Italo Zorzi e Maria Argenziano, Newton Compton Editori, 2007